# Mikael Ericsson
Mikael Ericsson (Umeå, 28 febbraio 1960) è un ex pilota di rally svedese, vincitore in carriera di due prove del campionato del mondo rally.

## Biografia
Ha partecipato al campionato del mondo rally dal 1981 al 1993, disputando tuttavia solo 40 gare in 11 stagioni, poiché in molte prendeva il via solo nel rally di casa (Rally di Svezia), ha comunque concluso in quattro occasioni nella top ten del mondiale piloti.

## Palmarès
1986
- 8º nel campionato del mondo rally su Audi 90 quattro e Lancia Delta S4

1988
- 8º nel campionato del mondo rally su Lancia Delta HF 4WD e Lancia Delta Integrale

1989
- 4º nel campionato del mondo rally su Lancia Delta Integrale e Mitsubishi Galant VR-4

1990
- 5º nel campionato del mondo rally su Toyota Celica GT-Four

### Vittorie nel mondiale rally
| # | Anno | Rally              | Copilota       | Vettura                |
| - | ---- | ------------------ | -------------- | ---------------------- |
| 1 | 1989 | Rally d'Argentina  | Claes Billstam | Lancia Delta Integrale |
| 2 | 1989 | Rally di Finlandia | Claes Billstam | Mitsubishi Galant VR-4 |

## Risultati nel WRC
| 1981 | Scuderia | Vettura             |  |    |  |  |  |  |  |  |  |  |  |  |  |  |  |  | Punti | Pos. |
| ---- | -------- | ------------------- |  | -- |  |  |  |  |  |  |  |  |  |  |  |  |  |  | ----- | ---- |
| 1981 |          | Volkswagen Golf GTi |  | 28 |  |  |  |  |  |  |  |  |  |  |  |  |  |  | 0     |      |

| 1982 | Scuderia          | Vettura       |  |    |  |  |  |  |  |  |  |  |  |    |  |  |  |  | Punti | Pos. |
| ---- | ----------------- | ------------- |  | -- |  |  |  |  |  |  |  |  |  | -- |  |  |  |  | ----- | ---- |
| 1982 | Audi Sport Sweden | Audi Coupé GT |  | 10 |  |  |  |  |  |  |  |  |  | 21 |  |  |  |  | 1     | 66º  |

| 1983 | Scuderia    | Vettura                         |  |   |  |  |  |  |  |  |     |  |  |  |  |  |  |  | Punti | Pos. |
| ---- | ----------- | ------------------------------- |  | - |  |  |  |  |  |  | --- |  |  |  |  |  |  |  | ----- | ---- |
| 1983 | Audi Sweden | Audi Coupé GT e Audi 80 Quattro |  | 8 |  |  |  |  |  |  | Rit |  |  |  |  |  |  |  | 3     | 41º  |

| 1984 | Scuderia    | Vettura         |  |     |  |  |  |  |  |  |     |  |  |    |  |  |  |  | Punti | Pos. |
| ---- | ----------- | --------------- |  | --- |  |  |  |  |  |  | --- |  |  | -- |  |  |  |  | ----- | ---- |
| 1984 | Audi Sweden | Audi 80 Quattro |  | Rit |  |  |  |  |  |  | Rit |  |  | 10 |  |  |  |  | 1     | 62º  |

| 1985 | Scuderia                           | Vettura         |  |   |  |  |  |  |  |  |   |  |  |     |  |  |  |  | Punti | Pos. |
| ---- | ---------------------------------- | --------------- |  | - |  |  |  |  |  |  | - |  |  | --- |  |  |  |  | ----- | ---- |
| 1985 | Audi Sport Sweden e Blue Rose Team | Audi 80 Quattro |  | 7 |  |  |  |  |  |  | 8 |  |  | Rit |  |  |  |  | 7     | 33º  |

| 1986 | Scuderia                    | Vettura                           |  |   |  |  |  |     |   |  |   |  |  |     |  |  |  |  | Punti | Pos. |
| ---- | --------------------------- | --------------------------------- |  | - |  |  |  | --- | - |  | - |  |  | --- |  |  |  |  | ----- | ---- |
| 1986 | Audi Sport e Martini Lancia | Audi 90 Quattro e Lancia Delta S4 |  | 4 |  |  |  | Rit | 4 |  | 5 |  |  | Rit |  |  |  |  | 28    | 8º   |

| 1987 | Scuderia                                                                        | Vettura                            |  |   |  |  |  |     |     |  |  |  |  |   |   |  |  |  | Punti | Pos. |
| ---- | ------------------------------------------------------------------------------- | ---------------------------------- |  | - |  |  |  | --- | --- |  |  |  |  | - | - |  |  |  | ----- | ---- |
| 1987 | Martini Lancia, Jolly Club, Nissan Motorsports International e Jolly Club Totip | Lancia Delta HF 4WD e Nissan 200SX |  | 2 |  |  |  | Rit | Rit |  |  |  |  | 8 | 4 |  |  |  | 28    | 10º  |

| 1988 | Scuderia       | Vettura                                      |  |     |     |  |  |   |  |  |  |   |  |  |     |  |  |  | Punti | Pos. |
| ---- | -------------- | -------------------------------------------- |  | --- | --- |  |  | - |  |  |  | - |  |  | --- |  |  |  | ----- | ---- |
| 1988 | Martini Lancia | Lancia Delta HF 4WD e Lancia Delta Integrale |  | Rit | Rit |  |  | 2 |  |  |  | 2 |  |  | Rit |  |  |  | 30    | 8º   |

| 1989 | Scuderia                                                       | Vettura                                         |   |  |  |  |  |  |  |   |   |  |  |  |  |  |  |  | Punti | Pos. |
| ---- | -------------------------------------------------------------- | ----------------------------------------------- | - |  |  |  |  |  |  | - | - |  |  |  |  |  |  |  | ----- | ---- |
| 1989 | Astra Team Italia, Martini Lancia e Mitsubishi Ralliart Europe | Lancia Delta Integrale e Mitsubishi Galant VR-4 | 4 |  |  |  |  |  |  | 1 | 1 |  |  |  |  |  |  |  | 50    | 4º   |

| 1990 | Scuderia                               | Vettura                    |   |  |   |  |   |  |  |     |     |   |  |  |  |  |  |  | Punti | Pos. |
| ---- | -------------------------------------- | -------------------------- | - |  | - |  | - |  |  | --- | --- | - |  |  |  |  |  |  | ----- | ---- |
| 1990 | Toyota Team Europe e Toyota Team Kenya | Toyota Celica GT-4 (ST165) | 7 |  | 3 |  | 4 |  |  | Rit | Rit | 6 |  |  |  |  |  |  | 32    | 5º   |

| 1991 | Scuderia                          | Vettura                    |  |  |  |   |  |   |  |   |  |  |  |  |  |  |  |  | Punti | Pos. |
| ---- | --------------------------------- | -------------------------- |  |  |  | - |  | - |  | - |  |  |  |  |  |  |  |  | ----- | ---- |
| 1991 | Toyota Kenya e Toyota Team Europe | Toyota Celica GT-4 (ST165) |  |  |  | 2 |  | 6 |  | 6 |  |  |  |  |  |  |  |  | 27    | 10º  |

| 1992 | Scuderia     | Vettura                         |  |  |  |   |  |  |  |  |  |  |  |  |  |  |  |  | Punti | Pos. |
| ---- | ------------ | ------------------------------- |  |  |  | - |  |  |  |  |  |  |  |  |  |  |  |  | ----- | ---- |
| 1992 | Toyota Kenya | Toyota Celica Turbo 4WD (ST185) |  |  |  | 4 |  |  |  |  |  |  |  |  |  |  |  |  | 10    | 25º  |

| 1993 | Scuderia            | Vettura                 |  |     |  |  |  |  |  |  |  |  |  |  |  |  |  |  | Punti | Pos. |
| ---- | ------------------- | ----------------------- |  | --- |  |  |  |  |  |  |  |  |  |  |  |  |  |  | ----- | ---- |
| 1993 | Ford Motor Co. Ltd. | Ford Escort RS Cosworth |  | Rit |  |  |  |  |  |  |  |  |  |  |  |  |  |  | 0     |      |

| Legenda | 1º posto | 2º posto | 3º posto | A punti | Senza punti | Ritirato | Squalificato | NP=Non partito C=Gara cancellata | Apice=Power stage |